# Snooker Shoot Out 2018
Snooker Shoot-Out 2018 – czternasty rankingowy turniej snookerowy w sezonie 2017/2018. Odbył się w dniach 8–11 lutego 2018 roku w Watford Colosseum w Watford.

## Nagrody finansowe
Zwycięzca: £32 000

Finalista: £16 000

Półfinał: £8 000

Ćwierćfinał: £4 000

Ostatnia 16: £2 000

Ostatnia 32: £1 000

Ostatnia 64: £500

Ostatnia 128: £250
Najwyższy break: £2 000
Łączna pula nagród: £146 000

## Wyniki turnieju

### Runda 1
8 lutego – 13:00

- Mark Davis 103-0  Anthony McGill
- Mark Joyce 22-36  Alex Davies
- Alan McManus 32-52  Ross Vallance
- Duane Jones 58-20  Ben Woollaston
- Craig Steadman 7-79  Allister Carter
- Scott Donaldson 33-9  Yuan Sijun
- Lü Haotian 53-4  Xu Si
- David Lilley 90-22  Chen Zhe
- Martin Gould 59-17  Ken Doherty
- Chen Zifan 17-51  Peter Lines
- Liam Highfield 53-47  Fang Xiongman
- David Gilbert 34-31  Adam Duffy
- Matthew Selt 46-11  Dominic Dale
- Billy Joe Castle 68-24  Chris Wakelin
- Elliot Slessor 87-4  Sanderson Lam
- Barry Hawkins 67-0  Shaun Murphy
- Kuldesh Johal 22-14  Wang Yuchen
- Ashley Hugill 39-16  Ben Jones
- Eden Szaraw 52-54  Mei Xiwen
- Hammad Miah 12-53  Joe Perry
- Allan Taylor 90-0  Ian Burns
- Li Hang 0-44  Mark Williams
- Christopher Keogan 2-48  Michael Williams
- Ashley Carty 34-43  Mark King

8 lutego – 20:00

- James Silverwood 0-71  Stuart Bingham
- John Astley 47-43  Ross Muir
- Kurt Dunham 65-14  Chris Totten
- Noppon Saengkham 79-0  Paul Davison
- Robin Hull w/d-w/o  Akani Songsermsawad
- Basem Eltahhan 44-17  Li Yuan
- James Cahill 77-2  Rory McLeod
- Alexander Ursenbacher 32-27  Jack Lisowski
- Jimmy White 70-27  Anthony Hamilton
- David Grace 31-63  Xiao Guodong
- Jamie Cope 19-41  Hamza Akbar
- Tian Pengfei 35-16  Wayne Brown
- Sam Baird 24-36  Joe Swail
- James Wattana 55-18  Zhang Anda
- Lee Walker 35-67  Stuart Carrington
- Nigel Bond 53-10  Leo Fernandez

9 lutego – 13:00

- Robert Milkins 59-31  Alfred Burden
- Michael Georgiou 73-41  Thor Chuan Leong
- Alex Borg 54-44  Daniel Wells
- Fergal O’Brien 51-31  William Lemons
- Mike Dunn 22-14  David John
- Kyren Wilson 37-48  Ricky Walden
- Kurt Maflin 13-27  Jak Jones
- Niu Zhuang 20-49  Sean O’Sullivan
- Matthew Stevens 62-41  Zhao Xintong
- Oliver Brown 1-58  Ian Preece
- Lewis Roberts 37-57  Jamie Jones
- Gerard Greene 54-1  Zhou Yuelong
- Soheil Vahedi 22-40  Peter Ebdon
- Zhang Yong 40-26  Jamie Curtis-Barrett
- Mitchell Mann 0-62  Martin O’Donnell
- Yan Bingtao 18-33  Graeme Dott
- Josh Boileau 49-14  Daniel Ward
- Lukas Kleckers 27-29  Gary Wilson
- Michael White 34-8  Andrew Higginson
- Oliver Lines 33-43  Cao Yupeng
- Tom Ford 65-31  Mark Allen
- Charlie Walters 9-22  Rod Lawler
- Jimmy Robertson 15-37  Luca Brecel
- Michael Holt 59-21  Ryan Day

### Runda 2
9 lutego – 20:00

- Xiao Guodong 11-74  Tom Ford
- Liam Highfield 43-44  Gerard Greene
- Jamie Jones 44-0  Michael White
- James Cahill 0-54  Graeme Dott
- Noppon Saengkham 5-72  Martin O’Donnell
- Matthew Stevens 27-26  David Lilley
- Kuldesh Johal 25-53  Mike Dunn
- Sean O’Sullivan 37-16  Peter Ebdon
- Robert Milkins 21-31  Hamza Akbar
- Martin Gould 47-41  John Astley
- Nigel Bond 31-28  Peter Lines
- Fergal O’Brien 32-33  Ricky Walden
- Lü Haotian 21-48  Kurt Dunham
- Michael Georgiou 84-1  Jak Jones
- Zhang Yong 42-10  Ross Vallance
- Barry Hawkins 75-40  Alex Davies

10 lutego – 20:00

- James Wattana 45-55  Mark Williams
- Alexander Ursenbacher 18-33  Rod Lawler
- Michael Holt 2-32  Ashley Hugill
- Duane Jones 36-61  Allan Taylor
- Allister Carter 63-15  Joe Swail
- Stuart Carrington 81-21  Ian Preece
- Luca Brecel 56-7  Mei Xiwen
- Cao Yupeng 27-24  Josh Boileau
- Jimmy White 35-49  Billy Joe Castle
- Akani Songsermsawad 95-0  David Gilbert
- Elliot Slessor 51-0  Michael Williams
- Matthew Selt 25-37  Alex Borg
- Gary Wilson 10-28  Joe Perry
- Mark King 47-52  Tian Pengfei
- Basem Eltahhan 10-69  Mark Davis
- Stuart Bingham 68-41  Scott Donaldson

### Runda 3
11 lutego – 13:00

- Allister Carter 1-71  Mark Davis
- Hamza Akbar 16-45  Cao Yupeng
- Stuart Carrington 57-26  Billy Joe Castle
- Ashley Hugill 11-64  Graeme Dott
- Tian Pengfei 16-26  Joe Perry
- Zhang Yong 71-1  Mike Dunn
- Jamie Jones 79-0  Rod Lawler
- Stuart Bingham 60-0  Elliot Slessor
- Mark Williams 54-9  Allan Taylor
- Sean O’Sullivan 41-51  Gerard Greene
- Alex Borg 13-31  Akani Songsermsawad
- Martin O’Donnell 24-17  Ricky Walden
- Kurt Dunham 1-84  Barry Hawkins
- Tom Ford 51-29  Martin Gould
- Luca Brecel 0-80  Michael Georgiou
- Nigel Bond 71-9  Matthew Stevens

### Runda 4
11 lutego – 19:00

- Akani Songsermsawad 47-31  Tom Ford
- Martin O’Donnell 33-21  Jamie Jones
- Zhang Yong 48-24  Stuart Carrington
- Nigel Bond 40-71  Michael Georgiou
- Gerard Greene 34-69  Cao Yupeng
- Graeme Dott 64-24  Barry Hawkins
- Joe Perry 61-56  Mark Williams
- Stuart Bingham 6-45  Mark Davis

### Ćwierćfinały
11 lutego – 21:15

- Martin O’Donnell 48-9  Akani Songsermsawad
- Graeme Dott 61-35  Cao Yupeng
- Mark Davis 41-36  Joe Perry
- Michael Georgiou 114-9  Zhang Yong

### Półfinały
11 lutego – 22:15
- Michael Georgiou 53-5  Martin O’Donnell
- Mark Davis 8-59  Graeme Dott

### Finał
11 lutego – 22:45
- Michael Georgiou 67-56  Graeme Dott

## Breaki stupunktowe fazy głównej turnieju
- 109  Michael Georgiou
- 102  Mark Davis